# お末の死
『お末の死』（おすえのし）は、有島武郎による小説。1914年（大正3年）1月に雑誌「白樺」に掲載された。

## あらすじ
お末はその頃から「不景気」という言葉を口にするようになった。お末の家は4月から9月までに四つも葬式を出していたからだ。最初の二人は父と二番目の兄であった。この二人が亡くなって実家の床屋を切り盛りするようになった長男の鶴吉は家族の中で一番、お末を可愛がっていた。
二度目の天長節であった8月31日、お末は弟の力三と姉の赤ん坊を連れて豊平川に行き、そこで熟しきれていない胡瓜を食べる。その頃近辺では赤痢という恐ろしい病が流行っていた。まもなく赤ん坊と力三が立て続けに死んでしまい、家族の雰囲気は一気に重くなる。お末は罪の意識に苛まれ、隠れて涙を流すことしかできなかった。
けれどもお末は、罪の意識を持ちながらも自分の内側から溢れ出る生命力に抗うことができずにいた。そんな彼女の姿を見た家族、殊に母と姉は彼女にきつく当たるばかりであった。
力三の四十九日にあたる10月24日、いつものように家事をしていたお末は友人に誘われて無限軌道の試験を見に行く。家事を怠けて遊びに行ったことを知った母はお末をひどく叱り、挙句の果てに「死んでしまえ」とまで言った。お末もまた「死ねと言われて誰が死ぬものか」と心の中で母に反抗して姉の家に逃げこむ。しかし、慰めてくれるはずの姉からも怠惰をなじられ絶望したお末は、ついに死を決意する。
翌日お末は実家から猛毒の昇汞を持ちだし、姉の家に行って自ら飲んだ。騒ぎを聞きつけた鶴吉は医者を探して奔走し、姉は治療費をかき集めて走り回った。お末にひどく当たっていた母も最期にはお末のために晴れ着を用意する。お末の周りにいた全員が彼女の回復を強く願っていた。しかし、その願いもむなしく、お末は14歳でこの世を去った。最後の最後に彼女は自分の家族みんなに見守られて死んでいったのだった。

## 登場人物
- お末…14歳の少女。家族のために一生懸命働く健気な性格である。家族からの冷たい仕打ちに耐えられず、自殺する。
- 鶴吉…お末の兄。父の死後、実家の床屋を切り盛りする。お末を大変可愛がっていた。
- 母…お末の母。夫が死んでから性格が変わってしまい、なにかと家族に当たるようになってしまう。
- 姉…お末と鶴吉の姉。近所の大工に嫁ぎ赤ん坊を産むが、その赤ん坊を赤痢で亡くしてしまう。
- 哲…お末の弟で末っ子。跛足という障害を持つ。
- 力三…お末の弟で12歳。まるまると肥えた元気な子どもだったが、赤痢にかかって死んでしまう。
- 赤ん坊…お末の姉の子ども。力三と同じく赤痢にかかって死んでしまう。
- 父…お末の父。長く患った挙句に4月に死んでしまう。
- 二番目の兄…お末の兄弟の二番目の兄。家族の中でほとんど存在感がなかった。6月に脚気で死んでしまう。
- 朋輩…お末の友人達。お末を無限軌道の試験を見に誘う。
- 姉のところで預かっている女の子...姉のところで預かっている女の子。お末の病状を鶴床に伝えに行く。

## 作品解説
有島が東北帝国大学農科大学（旧札幌農学校）在職時に執筆した作品。札幌の貧民街となっていた豊平川河畔に設立された遠友夜学校にて、ボランティアで教鞭を執っていた際の教え子の一人、瀬川末がモデルとされる。明治中期以降の札幌の貧困層を描いた作品として資料価値がある。
お末が歌ったのは「旅泊の歌」であるが、本文中から出てくる歌詞から「故郷の空」であるといえる。
魯迅が「現代日本小説集」に中国語訳して収録している作品でもある。
足助素一宛の書簡には「「お末の死」が氣に入つて嬉しかつた。花袋がかの作を見て災厄といふものの不思議な道行が自然に暗示せられて居ると云つてくれたのは嬉しい評の一つだと思つた。僕はあの晩あれを書き續けて朝の三時頃に恐ろしい様な淋しさに襲はれてハンケチがずぶ濡れになる程すゝり泣いた。隣りに寝てゐる大石に氣取られはしまいかと思つて心配した。それがあの作をあれ丈けにしてくれたのだと思つてゐる。」とある。